# Оборона поста Итала и Форт-Проспекта
Оборона поста Итала и Форт-Проспекта (англ. Itala, Fort Prospect) — одно из сражений Второй Англо-бурской войны, произошедшее в сентябре 1901 года во время второго вторжения генерала Луиса Боты в Наталь. Два небольших британских гарнизонных поста выдержали атаки бурских коммандос и заставили их отступить.
После боя у Блад-Ривер-Порта погода и дислокация британских войск помешали бурскому генералу Луису Боте войти в Северный Наталь, и ему пришлось искать альтернативную цель, которая по-прежнему служила бы его плану — продемонстрировать способность буров продолжать войну и в то же время отвлечь максимальное количество британских войск. Он решил нанести удар по ближайшим британским постам. Информация местных бюргеров о том, что эти посты плохо охраняются, делала их еще более привлекательными. Пост Итала и Форт-Проспект стояли на границе между Трансваалем и Зулулендом, контролируя дороги в Данди, Ледисмит и Мелмот.
Буры планировали провести одновременные атаки на Италу и Форт-Проспект. Бота отправил своего брата Криса Боту и 1400 человек штурмовать Италу, а генерала Черри Эмметта с 400 бойцами атаковать Форт-Проспект.
Пост Итала под командованием майора А. Дж. Чепмена находился в неудачном для обороны месте, так как располагался ниже последнего гребня отрога на довольно ровном плато. Сам хребет господствовал над лагерем. Укрепления по периметру лагеря состояли из каменных сангаров, орудийных огневых точек на гребне и траншей в низине. С трех сторон были участки непростреливаемой местности, где противник мог собраться для атаки. Позицию занимали три роты 5-й дивизии конной пехоты. Были также две 12-фунтовые пушки и один Максим. Зулусы использовались в качестве разведчиков.
25 сентября Чепмен получил сообщения о приближении буров, и на основании информации, предоставленной зулусскими разведчиками, ожидал сильной атаки с запада. Поздно вечером он отправил на вершину отряд из 80 пехотинцев под командованием двух офицеров. Эти люди заняли хорошую оборонительную позицию среди больших валунов и стали ждать подхода буров.
В полночь люди Криса Боты, приближавшиеся к вершине при ярком лунном свете, внезапно попали под обстрел спрятавшихся британцев и вынуждены были перегруппироваться. Затем окружили британский отряд и атаковали одновременно со всех сторон. Бой длился полчаса, и большинство защитников было убито или пленено. Хотя отряд понес большие потери, но они предупредили англичан внизу о приближении буров и задержали атаку буров более чем на час.
Первая атака по периметру лагеря была произведена в 02:00. Ожесточенные бои продолжались два часа, буры атаковали со всех сторон, даже оказывались в пределах нескольких метров от сангаров и траншей. Такая наступательная тактика была очень нетипична для них во время войны. У британцев было большое преимущество в наличии артиллерии, ведшей огонь по вершинам.
С наступлением дня атаки прекратились, и лагерь подвергся сильному и точному ружейному обстрелу буров, укрывшихся на возвышенности. Артиллеристы были вынуждены прекратить огонь и укрыться. Бурские стрелки продолжали обстреливать лагерь весь день. Несмотря на призывы Боты совершить последнюю атаку, буры отказались это сделать.
Бурским стрелкам почти удалось измотать своих противников, у которых стали заканчиваться боеприпасы. Раненый Чепмен решил спасти своих людей и в полночь отступил с позиций, без происшествий добравшись к утру до Нкандлы.
В отличие от поста Итала место для Форт-Проспекта, расположенного в 10 милях восточнее, было выбрано удачно, на возвышенности. Защитники хорошо укрепились, а позиции на внешнем периметре пользовались огневой поддержкой пулемета Максима. Британский гарнизон форта состоял из 80 человек под командованием капитана К.А. Роули.
Предупрежденный стрельбой по Итале, Роули успел подготовиться к атаке. Первая и вторая атаки буров были отбиты, после чего они перешли к обстрелу британских позиций с большого расстояния. Так как над позициями обороняющихся не преобладала какая-либо возвышенность, огонь буров в течение дня был в основном неэффективным, поэтому защитники форта потеряли всего одного убитого и девять раненых. 
Неожиданное британское сопротивление привело к непредвиденным потерям среди людей, но, что более важно, буры потеряли время. Помня о том, что к ним приближаются британские войска, Бота увел своих бойцов.
Колонна помощи генерала Брюса Гамильтона, отправленная из Вант-Дрифта, прибыла утром 28 сентября.